# 33219 De Los Santos
33219 De Los Santos este o planetă minoră (asteroid) din centura de asteroizi. A fost descoperită pe 31 martie 1998 la Experimental Test Site⁠(d) de Lincoln Near-Earth Asteroid Research. 
Obiectul prezintă o orbită caracterizată de o semiaxă mare de 2,77461 UAi, o excentricitate de 0,16, o înclinație de 6,67885 ° în raport cu ecliptica.